# Тайки (Миэ)
Тайки (яп. 大紀町 Тайки-тё:) — посёлок в Японии, находящийся в уезде Ватарай префектуры Миэ. Площадь посёлка составляет 233,54 км², население — 9167 человек (1 июня 2014), плотность населения — 39,25 чел./км².

## Географическое положение
Посёлок расположен на острове Хонсю в префектуре Миэ региона Кинки. С ним граничат посёлки Одай, Ватарай, Минамиисе, Кихоку.

## Население
Население посёлка составляет 9167 человек (1 июня 2014), а плотность — 39,25 чел./км². Изменение численности населения с 1980 по 2005 годы:
| 1980 | 14 144 чел. |  |
| 1985 | 13 521 чел. |  |
| 1990 | 12 580 чел. |  |
| 1995 | 11 921 чел. |  |
| 2000 | 11 334 чел. |  |
| 2005 | 10 788 чел. |  |